# André Kolingba

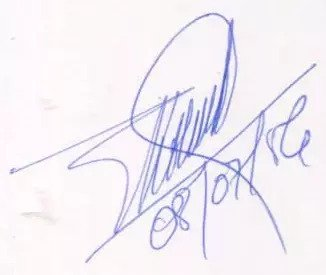
signature de André Kolingba

André Kolingba, né le 12 août 1936 à Bangui et mort le 7 février 2010 à l'hôpital Val de Grace à Paris 5e,, est un général et homme politique centrafricain qui dirigea la République centrafricaine d'une main de fer de 1981 à 1993. Autoritaire, il quitte le pouvoir en 1993 après un échec électoral et un nouveau coup d'État raté. Après plusieurs tentatives il ne parvient pas à retourner au pouvoir.

## Biographie
Né en 1936 à Bangui, dans l'ancienne colonie française d'Oubangui-Chari, il intègre l'armée française en 1954. Il est formé à l’École militaire préparatoire Général-Leclerc de Brazzaville (Congo), puis en France, à l'École des officiers d'active de Fréjus et à l'École des transmissions de Montargis.
Il est nommé ambassadeur au Canada, puis en Allemagne de l'Ouest par Bokassa Ier. À la chute de celui-ci en 1979, le président David Dacko le nomme chef d'état-major des armées.
Alors général, Kolingba démet le président Dacko de ses fonctions le 1er septembre 1981 et suspend la Constitution. Ce putsch a parfois été présenté, notamment dans la presse occidentale, comme un « pseudo coup d'État ». Dacko, en difficultés et malade, aurait en réalité accepté un « arrangement ». Cette version des faits ne semble pas confirmée aujourd'hui. Kolingba dirige alors le Comité militaire de redressement national qui détient tous les pouvoirs jusqu'à sa dissolution en septembre 1985.
Présenté comme « calme », « secret », « débonnaire » et « bon chrétien », Kolingba cherche à se démarquer de son prédécesseur Bokassa et à redorer le blason de son pays, mais instaure de fait une dictature militaire.
Auprès de lui, un Français arrivé à Bangui dans le cadre de la coopération, le colonel Jean-Claude Mantion, joue un rôle croissant. Membre de la Direction générale de la Sécurité extérieure (DGSE), chef de la sécurité présidentielle, il apparaît bientôt comme « l'éminence grise », « le véritable maître du pays ». C'est notamment grâce à lui qu'est déjouée la tentative de putsch menée en 1982 par Ange-Félix Patassé.
Le 21 novembre 1986, un référendum permet tout à la fois l'adoption d'une nouvelle Constitution et la désignation de Kolingba comme président à vie.
En 1987, celui-ci fonde le Rassemblement démocratique centrafricain (RDC), parti unique.
Le 29 février 1988, Kolingba gracie Bokassa, condamné à mort.
En 1991, à la suite d'une série de grèves et de manifestations et sous la pression du président français lors de la conférence de la Baule, il amorce le processus de la révision constitutionnelle en faveur du multipartisme qu'il avait interdit.
Kolingba gouverne la République centrafricaine jusqu'en 1993, lorsque, arrivé quatrième à l'élection présidentielle, il accepte le verdict des urnes et cède sa place à Ange-Félix Patassé, auquel il tente néanmoins, en vain, de reprendre le pouvoir par la force en mai 2001. Les membres de son ethnie – les Yakomas – subissent une sanglante répression. Alors que sa tête est mise à prix pour 25 millions de francs CFA, Kolingba se réfugie en Ouganda. Il revient dans son pays deux ans plus tard à la faveur d'une amnistie lorsque Patassé est renversé par le général François Bozizé lors d'un coup d'état le 15 Mars 2003.
En 2005, il est à nouveau candidat à la présidentielle et se classe troisième d'un scrutin remporté par François Bozizé.
Alors qu'il était une nouvelle fois pressenti comme candidat à l'élection présidentielle de 2010 par ses partisans du Rassemblement démocratique centrafricain (RDC), il meurt le dimanche 7 février 2010 à l'hôpital  d'instruction des armées françaises Val-de-Grâce de Paris, d'un cancer de la prostate, à l'âge de 73 ans. Un deuil national de 7 jours est décrété par le gouvernement et des  obsèques nationales sont organisées en son honneur à Bangui.
Il est marié avec Mireille Kolingba. Son fils Désiré Kolingba (1956-2021) lui succède à la tête du RDC.

## Publications
- Le pari de la réussite : septembre 1981-décembre 1983, 198?, 217 p.